# Pražmo (jídlo)
Pražmo, též pražma nebo brašno, je starý český pokrm z praženého obilí, především z ječmene. Obilí může být jak nezralé, tak zralé, a může být před pražením naklíčeno. Připravuje se na slano, se solí a pepřem, někdy doplněné zelím či bylinkami, nebo na sladko, například s medem. Je bohaté na bílkoviny a vitamíny. Jeho obdobou, připravovanou z klíčeného hrachu, je pučálka.
Brašno je termín doložený od 10. století, původně označující rozmělněný ječmen, přeneseně pak jakýkoliv pokrm vůbec, především ale obilný. V té době je připomínáno jako jídlo podávané při pohanských slavnostech a hostinách. Z 15. a 18. století existují zmínky o přípravě pražmy na svátek Jana Křtitele. Druhá neděle postní se lidově nazývá po tomto pokrmu pražná. V polovině 20. století se už jednalo o zapomenutý pokrm, známý jen z některých rčení.
Podle botanika Adama Maurizia bylo pražmo nejstarší úpravou obilí známou lidstvu –⁠⁠⁠⁠⁠ lze ho připravit na plochém kameni bez jakékoliv nádoby, na rozdíl od kaše, či dokonce chleba. Pražením bylo také zabráněno zplesnivění a zatuchnutí obilí, další výhodou je usnadnění zbavení slupky. Pražený ječmen byl znám starověkým Egypťanům, Řekům a Římanům; pražmo, respektive pražené obilí, je zmiňované i v Bibli: „Když byl čas k jídlu, řekl jí Bóaz: „Přistup blíž, pojez chleba a namáčej si sousta ve víně.“ Přisedla si k žencům a on jí nabídl pražené zrní. Najedla se dosyta a ještě jí zbylo.“ (Kniha Rút 2, 14). Novější doklady pochází z Kavkazu, Albánie nebo Hercegoviny. Na Slovensku byl znám tenkeľ, pražená špalda.